# الحرب العالمية الثانية في مقدونيا اليوغوسلافية
بدأت الحرب العالمية الثانية في مقدونيا اليوغوسلافية بغزو دول المحور لها في أبريل من عام 1941. بضغط من حركة بارتيزان يوغوسلافيا، بدأ جزء من شيوعيي مقدونيا في أكتوبر من عام 1941 حملة سياسية وعسكرية للمقاومة ضد احتلال فاردار مقدونيا. رسميًا، كانت المنطقة بأكملها تُدعى فاردار بانوفينا، لأن اسم مقدونيا بحد ذاته كان محظورًا في مملكة يوغوسلافيا. كانت مُحتلة في معظمها من قبل البلغاريين، لكن كان فيها قوى احتلال ألمانية، وإيطالية، وألبانية أيضًا.
في البدء لم يكن ثمة مقاومة منظمة لأن غالبية السلاف المقدونيين كانوا ذوي توجه مناصر لبلغاريا. لم تبدأ بالنمو إلا في عام 1943 مع استسلام إيطاليا وانتصارات السوفييت على ألمانيا النازية. كان دور الشيوعيين البلغاريين الذين تجنبوا تنظيم مقاومة جماهيرية مسلحة عاملًا أساسيًا أيضًا. بقي نفوذهم مهيمنًا على تنظيم الحزب المقدوني حتى عام 1943، وقتما صار واضحًا أن ألمانيا وبلغاريا متجهتان إلى الهزيمة.
وصل آنذاك مبعوث تيتو الخاص سفيتوزار فوكمانوفيتش إلى مقدونيا. كان على فوكمانوفيتش تأجيج الصراع ومنحه مظهرًا إثنيًا مقدونيًا جديدًا. أدى هذا إلى نهضة الجيل الأصغر من قادة البارتيزان المناهضين لبلغاريا، والذين كانوا مخلصين ليوغوسلافيا. شكلوا في عام 1943 جيش التحرير الشعبي المقدوني والحزب الشيوعي المقدوني. في القسم الغربي من المنطقة، شارك البارتيزان الألبانيون أيضًا في حركة المقاومة.
بعد أن انتقلت بلغاريا إلى الطرف الآخر في الحرب في سبتمبر من عام 1944، تراجع الجيش الخامس البلغاري المتمركز في مقدونيا، إلى حدود بلغاريا القديمة. في بداية أوكتوبر، أعاد الجيش الشعبي البلغاري سوية مع الجيش الأحمر دخول يوغوسلافيا المُحتلة بُغية قطع الطريق على القوات الألمانية المنسحبة من اليونان. تحررت مقدونيا اليوغوسلافية في نهاية نوفمبر وقتما تأسست يوغوسلافيا الشيوعية. بعد انسحاب الألمان نتيجة العدوان البلغاري، تزايد التجنيد الإلزامي للمقدونيين في الجيش بصورة كبيرة.
سُميت العملية بحرب التحرير الوطنية المقدونية في التأريخ الماركسي اليوغوسلافي، بما يتفق مع حرب التحرير الشعبية اليوغوسلافية الأكبر. تطورت لدى بعض المحاربين طموحات حول استقلال منطقة مقدونيا، لكن قمعتهم السلطات الشيوعية في نهاية الحرب. حدد ذلك هزيمة القومية البلغارية ونصر المقدونية المناصرة ليوغوسلافيا في المنطقة. نتيجة لذلك، اضطهدت السلطات الشيوعية الجديدة المتعاونين السابقين مع العدو بتهمة «التعصب لبلغاريا العظمى» وفككت كل المنظمات التي عارضت الفكرة اليوغوسلافية وأصرت على الاستقلال المقدوني.

## خلفية
قسمت حروب البلقان في عامي 1912 و1913 والحرب العالمية الأولى (1914 – 1918) منطقة مقدونيا بين مملكة اليونان ومملكة بلغاريا ومملكة صربيا. كانت المنطقة حتى ذلك الوقت جزء من الإمبراطورية العثمانية. في تلك الأيام، كان معظم الناطقين بالسلافية في مقدونيا الإمبراطورية العثمانية يعتبرون أنفسهم جزءًا من الشعب البلغاري.
منذ عام 1912 حتى 1915 بقيت منطقة فاردار مقدونيا ضمن منطقة صربيا. في المناطق الواقعة تحت الإدارة الصربية، أجبرت السلطات الجديدة معظم القساوسة والمعلمين على ترك أعمالهم، وبدأت بتطبيق صَربَنة تحت رعاية الدولة للمقدونيين الناطقين بالسلافية. احتلتها مملكة بلغاريا خلال الحرب العالمية الأولى بين عامي 1915 و1918. جرت إعادتها عقب ذلك إلى صربيا وبالتالي ضُمت باعتبارها جزءًا من فاردار بانوفينا إلى مملكة يوغوسلافيا. خلال تلك الفترة، كان ثمة مخططات استقلاليان رئيسيان. كانت المنظمة الثورية الداخلية المقدونية اليمينية (آي إم آر أو) بقيادة إيفان ميخائيلوف، داعمة لإنشاء دولة مقدونية مناصرة لبلغاريا تحت الحماية الألمانية والإيطالية.
أيدت المنظمة الثورية الداخلية المقدونية (المتحدة)، التي اندمجت مع الشيوعيين قبل بدء الحرب، إنشاء «مقدونيا سوفييتية» مستقلة ضمن الاتحاد البلقاني. دعم هذا الخيار بافيل شاتيف، وديميتر فلاخوف، وميتودي شاتوروف، وبانكو براشناروف، وغيرهم. مع ذلك، لم يستطع هؤلاء الناشطين المقدونيين، الذين قدموا من الحزب الشيوعي البلغاري، التخلص من انحيازهم المناصر لبلغاريا.
خلال فترة ما بين الحربين في فاردار مقدونيا، حاول بعض المحليين الشباب الذين اضطهدهم الصرب، إيجاد طريقة مقدونية منفصلة للتقدم الوطني. ورغم ذلك، وجود وعي قومي مقدوني بالغ قبل منتصف أربعينيات القرن العشرين محل جدال. سادت آنذاك المشاعر المناهضة للصربية والمناصرة للبلغارية بين السكان المحليين.

## احتلال مقدونيا

### غزو يوغوسلافيا
بسبب خوفه من غزو دول المحور في الحرب العالمية الثانية، وقع أمير يوغوسلافيا الوصي بول الاتفاق الثلاثي في 25 مارس من عام 1941، متعهدًا التعاون مع دول المحور.
في 27 مارس، أطاح انقلاب عسكري مدعوم من بريطانيا بالأمير الوصي بول. أُعلن أن بيتار الثاني ذو السبعة عشر عامًا قد بلغ سن الرشد وتسلم الحكم. أصبح الجنرال دوسان سيموفيتش رئيس وزرائه. تراجعت مملكة يوغوسلافيا عن دعمها لدول المحور فعليًا دون نبذ رسمي للاتفاق. أطلقت القوات المسلحة الألمانية (فيرماخت) في السادس من أبريل من عام 1941 غزوًا لمملكة يوغوسلافيا واحتلتها بسرعة. وقتما دخل الألمان مقدونيا اليوغوسلافية حياهم السكان بحماسة عالية. حملت الشعوب في إسكوبية رايات تُحيي الاتحاد بين مقدونيا وبلغاريا.

### تقسيم المنطقة المقدونية في جنوب يوغوسلافيا
رُسم قسم فاردار مقدونيا الذي كان وقتها جزءًا مما سُمي فاردار بانوفينا في 19 و20 أبريل من عام 1941. دخلت القوات البلغارية الأجزاء الوسطى والشرقية واستولت على معظم بانوفينا، بما فيها أجزاء من شرق صربيا ومن كوسوفو الحالية. كان الجيش الخامس القوة البارزة التي احتلت معظم المنطقة. احتلت مملكة إيطاليا الفاشية أجزاء مقدونيا التي في أقصى الغرب.

### منظمات المتعاونين مع العدو
لجان الحركة البلغارية: بعد هزيمة الجيش اليوغوسلافي، وصلت مجموعة من البلغاريين المقدونيين بقيادة سبيرو كيتينسف إلى مقدونيا وبدأ بالتجهيز لمجيء الجيش والإدارة البلغاريين إلى مقدونيا. شُكلت أولى لجان الحركة البلغارية في إسكوبية في 13 أبريل من عام 1941. كان أعضاء المنظمة الثورية الداخلية المقدونية في فاردار مقدونيا أعضاء نشطين في هذه اللجنة. في 13 أبريل من عام 1941، في اجتماع في إسكوبية، قُرر أن أولى مهمات المنظمة المشكلة حديثًا هي تنظيم العلاقات مع السلطات الألمانية. وقتما دخل قوات الجيش البلغاري فاردار مقدونيا في 19 أبريل من عام 1941، حياهم معظم السكان المحليين باعتبارهم محررين، كون المشاعر المناهضة للصربية والمناصرة لبلغاريا كانت سائدة بين السكان المحليين آنذاك. بعد توسط اللجان والإدارة البلغارية، حررت السلطات الألمانية والإيطالية والهنغارية أكثر من 12,000 أسير حرب مقدوني يوغوسلافي كانوا قد جُندوا في الجيش اليوغوسلافي. بعد وصول الجيش البلغاري، حدث طرد جماعي للمستعمرين الصرب من فاردار مقدونيا. بمجرد أن تنظمت المنطقة والإدارة، صارت لجان الحركة مهمشة، وفي النهاية جرى حلها.